# Okruchy wojny
Okruchy wojny – polski film wojenny z 1985 roku
Film kręcony w Górach Świętokrzyskich.

## Obsada
- Jacek Kawalec – Łoziński „Derkacz”
- Emil Karewicz – „Zawieja”
- Tomasz Zaliwski – plutonowy
- Ryszard Kotys – „Szaruga”
- Tadeusz Paradowicz – Zadrożny
- Stefan Szmidt – Łuczaj
- Jolanta Grusznic – Katarzyna
- Tomasz Sztyber – Józef
- Marek Siudym – dowódca
- Leon Charewicz – Kryniak
- Zbigniew Kłodawski – celowniczy